# ليونارد كيف
ليونارد كيف (بالإنجليزية: Leonard Cave)‏ هو نحات أمريكي، ولد في 22 أكتوبر 1944، وتوفي في 11 يونيو 2006.